# ديفيد غريني (لاعب كرة قدم أمريكية)
ديفيد غريني (بالإنجليزية: David Greene)‏ هو لاعب كرة قدم أمريكية أمريكي، ولد في 22 يونيو 1982 في سنيلفيل في الولايات المتحدة.

## وصلات خارجية
- ديفيد غريني على موقع كلية كرة القدم في سبورتس رفرنس.كوم (الإنجليزية)